# Potsdamer Straße
De Potsdamer Straße is een straat in de Berlijnse stadsdelen Tiergarten en Schöneberg. De straat verbindt de Potsdamer Platz met het Heinrich-von-Kleistpark en de Schönebergse Hauptstraße als onderdeel van de vroegere Alte Reichsstraße Nr. 1, de huidige Bundesstraße 1. Deze straat mag niet worden verward met de gelijknamige straat die zich bevindt in Zehlendorf.
De straat werd oorspronkelijk aangelegd als belangrijke in- en uitvalsweg van de Potsdamer Tor op de weg naar Lützow-Charlottenburg en Potsdam en ontwikkelde zich aan het begin van de 20e eeuw tot de drukste straat van Duitsland. Na de Tweede Wereldoorlog en de bouw van de Berlijnse Muur verloor de straat aan belang. Thans doorkruist de weg de centra Schöneberg-Nord en Tiergarten-Süd alvorens ten noorden van het Landwehrkanaal, het door Hans Scharoun ontworpen Kulturforum met de Neuer Nationalgalerie, Matthäuskirche, Philharmonie en Staatsbibliothek, te kruisen.
De Potsdamer Straße maakt deel uit van de vroegere rijksweg van Aken naar het toenmalige Koningsbergen. Ze werd in 1790-1792 aangelegd als de eerste "kunststraat" (Chaussee) van Pruisen.
In 1924 werden de eerste verkeerslichten van Berlijn geplaatst aan de Potsdamer Platz. In de jaren voor en na de Tweede Wereldoorlog ontwikkelde de Potsdamer Straße tussen de Lützow- en de Pallas-/Goebenstraße tot prostitutiebuurt.

## Personen
- In de Potsdamer Straße 116 (Architect von Zahn, 1906) woonde Marlene Dietrich als kind;
- In oktober 1872 betrok Theodor Fontane met zijn echtgenote Emilie en hun dochter Martha het Johanniter-Haus aan de Potsdamer Straße 134c. Het grijze huis met voortuin lag aan de oostkant van de straat, tussen de Eichhornstraße en de Potsdamer Platz, op de plaats van de huidige Neuen Staatsbibliothek. Fontane bleef er wonen tot aan zijn dood in september 1898;
- Joseph Goebbels nam in 1926 de leiding op van de zogenaamde NSDAP-Gau Berlin-Brandenburg in het huis aan nr. 35 (oude nummering, thuis nr. 97);
- Philipp Manes, vermoord in Auschwitz, Joods bonthandelaar en dagboekschrijver;
- Vleesmeester Cassel rookte in zijn bedrijf in de Potsdamer Straße gepekeld varkensvlees en noemde het Kasseler, in het Nederlands bekend als casselerrib..

Altonaer Straße · 
Amalienstraße · 
Bergmannstraße · 
Berliner Allee ·
Bernauer Straße · 
Bismarckstraße · 
Bornholmer Straße · 
Boxhagener Straße ·
Breite Straße ·
Brüderstraße ·
Brunnenstraße ·
Bülowstraße ·
Bundesallee ·
Danziger Straße ·
Eberswalder Straße ·
Ebertstraße ·
Fasanenstraße ·
Frankfurter Allee ·
Friedrichstraße ·
Gertraudenstraße ·
Greifswalder Straße ·
Halskestraße ·
Hardenbergstraße ·
Hauptstraße ·
Heerstraße ·
Hornstraße ·
Invalidenstraße ·
Judengasse ·
Kaiserdamm ·
Karl-Liebknecht-Straße ·
Karl-Marx-Allee ·
Karl-Marx-Straße ·
Kastanienallee ·
Klosterstraße ·
Kopenhagener Straße ·
Kopernikusstraße ·
Kurfürstendamm ·
Landsberger Allee ·
Lehrter Straße ·
Leipziger Straße ·
Majakowskiring ·
Mehringdamm ·
Mollstraße ·
Motzstraße ·
Mühlendamm · 
Oderberger Straße ·
Oranienburger Straße ·
Oranienstraße ·
Ostseestraße ·
Otto-Braun-Straße ·
Otto-Suhr-Allee ·
Potsdamer Straße ·
Prenzlauer Allee ·
Rathausstraße ·
Rheinstraße ·
Rigaer Straße ·
Rosa-Luxemburg-Straße ·
Rosenthaler Straße ·
Rykestraße ·
Samariterstraße · 
Scheidemannstraße · 
Schwedter Straße ·
Schönhauser Allee ·
Simon-Dach-Straße ·
Spandauer Straße ·
Sredzkistraße ·
Stralauer Allee ·
Straße des 17. Juni ·
Tauentzienstraße ·
Torstraße ·
Unter den Linden ·
Warschauer Straße ·
Wiesbadener Straße ·
Wilhelmstraße (Berlin-Mitte) ·
Wilhelmstraße (Berlin-Spandau)